# Comunità montana Alto Agri
La Comunità montana Alto Agri (che prende il nome dall'Alta Val d'Agri) si trova in provincia di Potenza (Basilicata) e ha sede a Marsicovetere.
La comunità è costituita dai seguenti comuni:
1. Grumento Nova
2. Marsico Nuovo
3. Marsicovetere
4. Moliterno
5. Montemurro
6. Paterno
7. San Chirico Raparo
8. San Martino d'Agri
9. Sarconi
10. Spinoso
11. Tramutola
12. Viggiano